# Jordi Tixier
Jordi Tixier (Étampes, Francia, 2 de noviembre de 1991), es un piloto de motocross francés.

## Trayectoria
Compitió en el Campeonato Mundial de Motocross en las categorías de MX2 y MXGP. Antes de dar el salto al mundial Tixier ya había destacado en las categorías pequeñas. En 2003 fue campeón de Francia pousin en 65cc, en 2004, subcampeón de Francia benjamín en 85cc y en 2006, subcampeón de Francia mínimo en 85cc.
En 2007 debutó en el Campeonato de Europa y en el mundial Júnior de 85cc con KTM y quedó tercero en el mundial, además de ganar el Campeonato de Francia de Supercross de la misma cilindrada. Al año siguiente 2008 empezó su carrera como piloto profesional en la categoría de los 125cc. En 2010 se proclamó campeón de Francia, Europa y del mundo de 125cc.
En 2014 se proclamó campeón del mundo de MX2 en el Gran Premio de México. Tras obtener resultados discretos en la categoría reina de MXGP, Tixier se centró en competir en campeonatos de Supercross. Con el equipo de Francia ganó la edición 2018 del Motocross de las naciones celebrada en Míchigan.

## Palmarés
- Campeón de Europa y del Mundo de 125cc en 2010.
- Campeón del Mundo en 2014 de MX2.